# Memories (canción de Maroon 5)
«Memories» (en español «Recuerdos») es una canción grabada por la banda estadounidense Maroon 5. Se lanzó por los sellos discográficos 222 e Interscope Records el 20 de septiembre de 2019, como la continuación del sencillo número uno en Reino Unido «Girls Like You». Se enviará a las radios estadounidenses el 24 de septiembre del mismo año. La pista fue escrita por Adam Levine, Jacob Kasher, Jonathan Bellion, Michael Pollack, Stefan Johnson y Vicent Ford.

## Antecedentes y composición
Maroon 5 anunció el lanzamiento de la canción con su portada en las redes sociales después de publicar varios collages de fotos. La pista fue escrita por Adam Levine, Jacob Kasher, Jonathan Bellion, Michael Pollack, Stefan Johnson y Vicent Ford, mientras que la producción fue llevada a cabo por Levine en compañía de The Monsters and the Strangerz. Levine comentó que «Memories» es una canción sentimental y suave dedicada "a cualquier persona que haya experimentado alguna pérdida".
El 25 de septiembre, la banda colaboró con Apple para una función de Fotos dentro de dicha aplicación, para la promoción de la pista, permitiendo a los usuarios hacer un montaje de sus fotos con la canción.

## Crítica y recepción
Kevin Winter de Billboard comentó que la canción se organiza alrededor de teclas de luz, guitarras y voces. Emily Zemler de Rolling Stone detalla que «Memories» recuerda los buenos tiempos que se pasaron con alguien que ya no está. Además señala que la pista tiene un sonido de rock discreto ya que Levine rinde homenaje a los recuerdos de un ser querido. Robert Rowat de CBC comentó que la canción está basada en la melodía de «Pachelbel's Canon» de Johann Pachelbel.

## Vídeo musical
La banda lanzó un video musical titulado «Memories (Made with Memories)» el 25 de septiembre de 2019, a través de Apple Music.
El video musical oficial se lanzó el 8 de octubre de 2019. Fue dirigido por David Dobkin.

## Presentaciones en vivo
El 6 de octubre de 2019, Maroon 5 interpretó «Memories» por primera vez en el programa The Ellen DeGeneres Show, que se emitió el 8 de octubre. Al día siguiente, realizaron una versión acústica del tema en The Howard Stern Show.

## Lista de ediciones
Descarga digital

| N.º | Título              | Escritor(es)                                                                                        | Duración |  |
| 1.  | «Memories» (single) | Adam Levine, Jacob Kasher Hindlin, Jonathan Bellion, Michael Pollack, Stefan Johnson y Vincent Ford | 3:09     |  |

## Créditos y personal
Créditos adaptados de Genius.
Músicos
- Adam Levine – composición, voz, producción
- Matthew Flynn – persecución, batería, bajo
- James Valentine – guitarra
- Sam Farrar – piano
- PJ Morton – piano
- Jesse Carmichael – piano, guitarra

Personal
- Michael Pollack – composición, coros, piano
- Jon Bellion – composición
- Jordan K. Johnson – composición
- Stefan Johnson – composición
- Vincent Ford – composición
- Jacob Kasher – composición
- The Monsters & Strangerz – producción vocal, programación, producción
- Noah Passovoy – producción vocal, personal de estudio, ingeniería de grabación
- Gian Stone – producción vocal
- Serban Ghenea – personal de estudio, ingeniería de grabación, ingeniería de mezcla
- Randy Merrill – personal de estudio, ingeniería de masterización
- Bo Bodnar – personal de estudio, asistente ingeniería de grabación

## Posicionamiento en listas
| Listas (2019)                             | Mejor posición |
| ----------------------------------------- | -------------- |
| Alemania (Official German Charts)         | 20             |
| Australia (ARIA)                          | 2              |
| Austria (Ö3 Austria Top 40)               | 10             |
| Bélgica (Ultratop 50) Flanders            | 3              |
| Bélgica (Ultratop 50) Wallonia            | 4              |
| Canadá (Canadian Hot 100)                 | 2              |
| Canadá (Canadian AC)                      | 1              |
| Canadá (CHR/Top 40)                       | 2              |
| Canadá (Digital Song Sales)               | 2              |
| Canadá (Hot AC)                           | 1              |
| Croacia (HRT)                             | 2              |
| Corea del Sur (Gaon)                      | 78             |
| Dinamarca (Tracklisten)                   | 17             |
| Escocia (Official Charts Company)         | 3              |
| Eslovaquia (Radio Top 100)                | 1              |
| Eslovaquia (Singles Digitál Top 100)      | 3              |
| Eslovenia SloTop50                        | 1              |
| España (PROMUSICAE)                       | 22             |
| Estados Unidos (Billboard Hot 100)        | 2              |
| Estados Unidos (Adult Contemporary)       | 1              |
| Estados Unidos (Adult Top 40)             | 1              |
| Estados Unidos (Dance/Mix Show Airplay)   | 4              |
| Estados Unidos (Digital Song Sales)       | 1              |
| Estados Unidos (Digital Pop Sales)        | 1              |
| Estados Unidos (Mainstream Top 40)        | 1              |
| Estados Unidos (Rolling Stone Top 100)    | 7              |
| Estonia (Eesti Tipp-40)                   | 5              |
| Finlandia (Suomen virallinen lista)       | 19             |
| Francia (SNEP)                            | 13             |
| Grecia (International Digital Singles)    | 11             |
| Hungría (Single Top 40)                   | 3              |
| Hungría (Stream Top 40)                   | 6              |
| Irlanda (IRMA)                            | 5              |
| Islandia (Tonlist)                        | 5              |
| Italia (FIMI)                             | 10             |
| Japón Hot Overseas (Billboard Japan)      | 1              |
| Japón (Japan Hot 100)                     | 34             |
| Letonia (Top 40)                          | 2              |
| Letonia ( EHR Top 40)                     | 1              |
| Líbano (OLT20 Combined Chart)             | 2              |
| Líbano (OLT20 English Chart)              | 1              |
| Lituania (M-1 TOP 40)                     | 4              |
| Malasia (RIM)                             | 1              |
| México Anglo (Monitor Latino)             | 2              |
| México (México Inglés Airplay)            | 3              |
| (Mediatraffic)                            | 2              |
| Noruega (VG-lista)                        | 2              |
| Nueva Zelanda Hot Singles (RMNZ)          | 3              |
| Nueva Zelanda Digital (Billboard)         | 1              |
| Países Bajos (Dutch Top 40)               | 2              |
| Países Bajos (Single Top 100)             | 2              |
| Polonia (Polish Airplay Top 100)          | 1              |
| Portugal (AFP)                            | 10             |
| Reino Unido (UK Singles Chart)            | 5              |
| República Checa (Singles Digitál Top 100) | 7              |
| Serbia (SRBIJA)                           | 2              |
| Singapur (RIAS)                           | 1              |
| Suecia (Sverigetopplistan)                | 7              |
| Suiza (Schweizer Hitparade)               | 3              |
| Taiwán (KKBox)                            | 1              |
| Venezuela Anglo (Record Report)           | 2              |
| Venezuela Pop (Record Report)             | 16             |

## Certificaciones
| País (organismo certificador) | Certificación | Unidades certificadas |
| ----------------------------- | ------------- | --------------------- |
| Australia (ARIA)              | 3x Platino    | 210 000               |
| Austria (IFPI)                | Oro           | 15 000                |
| Bélgica (BEA)                 | Platino       | 40 000                |
| Canadá (Music Canada)         | 2x Platino    | 160 000               |
| Dinamarca (IFPI)              | Oro           | 45 000                |
| España (PROMUSICAE)           | Platino       | 40 000                |
| Francia (SNEP)                | Oro           | 100 000               |
| Italia (FIMI)                 | Platino       | 50 000                |
| Nueva Zelanda (RIANZ)         | Platino       | 30 000                |
| Reino Unido (BPI)             | Oro           | 400 000               |

## Historial de lanzamiento
| País           | Fecha                    | Formato                      | Discográfica            | Ref    |
| -------------- | ------------------------ | ---------------------------- | ----------------------- | ------ |
| Varios         | 20 de septiembre de 2019 | Descarga digital y Streaming | 222, Interscope Records | [ 95 ] |
| Estados Unidos | 23 de septiembre de 2019 | Radio Hot adult contemporary | 222, Interscope Records | [ 96 ] |
| Estados Unidos | 24 de septiembre de 2019 | Top 40 radio                 | 222, Interscope Records | [ 6 ]  |